# Taurotagus griseus
Taurotagus griseus là một loài bọ cánh cứng trong họ Cerambycidae.